# Tiago Goes
Tiago Goes (Santa Gertrudes, ) é um desportista brasileiro. Em 2010, sagrou-se tricampeão mundial de supino.
Além deste título, o atleta é tetra-campeão brasileiro e tricampeão panamericano